# The Greeting Song
Pistes de Blood Sugar Sex Magik
Apache Rose Peacock My Lovely Man
The Greeting Song est une chanson des Red Hot Chili Peppers, parue en 1991, et extraite de l'album Blood Sugar Sex Magik.
Les paroles de la chanson racontent une ballade du chanteur avec sa petite amie, ballade durant laquelle il profite de la vie et de la chaleur de sa compagne.
Bien que résolument optimiste, ce morceau n'a, aux yeux d'Anthony, aucune valeur. "C'est une mélodie rock entrainante à la Led Zeppelin, mais je n'ai jamais réussi à m'y faire", confie-t-il dans son autobiographie. 
Elle a été écrite à la suite d'une proposition de son producteur, Rick Rubbin, qui, selon Anthony, aimait "parler de filles, se balader en voiture et écouter de la musique en permanence". Il a donc essayé de suivre ses conseils en réalisant ce morceau, qu'il trouve encore aujourd'hui bon pour la poubelle.